# Šum u elektronici
Šum je  neželjena smetnja koja se preklapa sa korisnim signalom i koja ima tendenciju da prekrije sadržaj korisne informacije. Šum nije isto što i distorzija signala koju prouzrokuje strujno kolo. Šum se može proizvesti elektromagnetski ili termički, što se može umanjiti spuštanjem radne temperature kola. Druge vrste šumova, kao što je praskavi šum, ne mogu biti uklonjeni jer nastaju usled ograničavajućih okolnosti  fizičkih svojstava.

## Elektronski šum
je proizvoljna signalna karakteristika svih elektronskih kola. U zavisnosti od kola, šum koji proizvode elektronski uređaji, može varirati u velikoj mjeri. Nekoliko različitih efekata može proizvesti šum. Termički i praskavi šum su svojstveni svim uređajima. Ostale vrste uglavnom zavise od kvaliteta proizvodnje i defekata poluprovodnika. 
Iako je, generalno gledano, šum nepoželjan, on može korisno poslužiti u nekim primjenama, kao što je diterovanje.

## Vrste

### Termički šum
Termički šum (ponekad nazvan Johnson-Nyquist, Johnson ili Nyquist šum) je šum koji proizvode fluktuacije ravnoteže električne struje unutar jednog električnog provodnika, što se događa bez obzira na primijenjeni napon, usled proizvoljnih termičkih pomjeranja nosilaca naelektrisanja (obično elektrona).
Naelektrisanja mogu biti vezana (za dielektrične (neprovodne) materijale) ili slobodna (za provodnike). Slobodna naelektrisanja proizvode kinetičku energiju.
Rezultat ove kinetičke energije je šum. Vezana naelektrisanja proizvode kinetičku energiju kada se mijenja pravac polarnosti.
Termički šum se karakteriše kao aditivni bijeli gausovski šum (AWGN), čija se spektralna gustina šuma izražava u vatima po hercu:
No = kT
gdje je k Bolcmanova konstanta u džulima po kelvinu, a  T je prijemni sistem temperature šuma u kelvinima. Pošto se termički šum smatra „bijelim” šumom, ukupna jačina šuma N, zapažena u prijemniku sa širinom opsega B, iznosi:
N = BNo.
Ovaj fenomen ograničava minimalni nivo signala koji odgovara svakom radio prijemniku, jer će tamo uvijek biti prisutna mala, ali značajna količina termičkog šuma,  koja nastaje u njegovim ulaznim kolima. Ovaj minimalni signal se može označiti kao „prag šuma”. Zbog ovoga, radio teleskopi, koji traže veoma niske nivoe signala od zvijezda,  koriste čeona strujna kola, obično instalirana na tanjir antene, ohlađena na veoma nisku temperaturu u tečnom azotu.
Snaga i napon šuma se mogu dobiti pomoću sledećih relacija:

 gdje je k = Bolcmanova konstanta = 1.38x10-23J/K
T = apsolutna temperatura izražena u kelvinima, K = 273 + °C
δ f = širina opsega
Pn - maksimalna snaga šuma na otporniku.
Neki izvori šuma potiču direktno iz termodinamike i kvantifikuju prirodu električne baterije. Termički šum potiče iz činjenice da u otpornim materijalima prostorna distribucija elektrona fluktuira u vremenu. U bilo kom trenutku, može biti više elektrona na lijevoj nego na desnoj strani. Pošto elektrostatički potencijal zavisi od prostorne distribucije, javlja se propratna fluktuacija u potencijalu (naponu) mjerena na otporniku. Tako, ako postavimo savršen voltmetar na otpornik, vidjećemo da bi srednji potencijal mogao biti nula, ali bi mogao biti i ispod i iznad nule.

### Praskavi šum
Praskavi šum u elektronskim urađajima se sastoji od proizvoljnih fluktuacija elektrićne struje u električnom provodniku, prouzrokovanih činjenicom da su nosioci struje izolovana naelektrisanja (elektroni).
Struja praskavog šuma je opisana sledećom relacijom:

noise voltages: 
where Rtot = R1+R2+...

### Fliker šum
Fliker šum, takođe poznat i kao  1/f  šum, predstavlja signal ili proces sa opsegom frekvencije koji konstantno opada na veće frekvence, sa rozim spektrom. To se javlja u skoro svim elektronskim uređajima, a rezultuje iz različitih efekata, uvijek povezanih sa jednosmjernom strujom.

### Pulsirajući šum
Pulsirajući šum se sastoji od iznenadnih  prelaza u vidu koraka između dva ili više nivoa (negausovski), u jačini većoj od nekoliko stotina milivolti, u proizvoljnim i nepredviđenim vremenskim intervalima. Svaka promjena u ujednačenom naponu ili struji traje nekoliko milisekundi, a intervali između pulsiranja teže da budu u audio opsegu (manje od 100 Hz), što vodi pojmu „šum kokica” za zvukove koji se proizvode u audio kolima.

### Mjerenje
Šum se modeluje pomoću jednog naponskog i dva strujna izvora koji se postavljaju na ulaz u operacioni pojačavač. Usled činjenice da je šum proizvoljan proces, može se okarakterisati „slučajnim” svojstvima, kao što su njegova disperzija, raspodjela i spektralna gustina. Spektralna raspodjela može se razlikovati od frekvencije, pošto se njena produktivna (energetska) gustina mjeri u vatima po hercu (W/Hz). Uređaji integrisanog kola, kao što su operacioni pojačavači, zajednički određuju ekvivalentan ulazni nivo šuma pod ovakvim okolnostima (na sobnoj temperaturi).
U telekomunikacionom inženjeringu, nivo šuma se obično izražava u decibelima (dB) za relativnu snagu ili vatima za apsolutnu snagu.
Nivoi šumova se obično posmatraju u suprotnosti sa nivoima signala i često se sagledavaju kao dio proporcije signala i šuma. Telekomunikacioni sistemi teže da povećaju nivo signala u odnosu na nivo šuma kako bi se podaci prenosili na efektivan način. U praksi, prenijeti signal opada ispod nivoa šuma (često označavan kao „prag šuma”) u sistemu, podaci više ne mogu da se dekodiraju u risiveru. Nivoi šumova u telekomunikacionim sistemima su proizvod i unutrašnjih i spoljašnjih izvora na sistem, uključujući praskavi šum, termički šum, kao i ambijentalni elektromagnetni uticaj.

### Računanje šuma
Napon šuma se proračunava kao efektivna vrijednost pojedinačnih napona.

### Diterovanje
Namjerno uvođenje dodatnog šuma (nazvanog „dither”) može u velikom opsegu umanjiti šum. Uvođenjem mogućih funkcija gustine šumova i ditera, energija šumova se širi čitavim opsegom, pri čemu umanjuje amplitudu šuma koji ometa signal. Ova tehnika dozvoljava ponovno pronalaženje signala nestalog u šumu. Iako se obično primjenjuje da umanji grešku kvantizacije, diterovanje se može koristiti da umanji sve forme šumova koji su u korelaciji sa signalom.

## Metode redukovanja šuma

### Diferencijalno signaliziranje
Ovo je metoda prenosa informacija pomoću dva komplementarna signala poslata na dvije međusobno odvojene žice. Ova tehnika se može koristiti i za analogna signaliziranja (kao npr. u nekoliko audio sistema) i za digitalna signaliziranja (kao npr. PCI Express i USB).
Signal u dobrom području
Područje idealnog signala podržava nulti napon, bez obzira koliko električne struje ulazi u područje, ili izlazi iz njega.

## Šum u analognim kolima
Karakteristike šuma često imaju veliki značaj u projektovanju analognih kola. Šum se obično opisuje oblastima frekventnog spektra, koji opisuje koliko je šum rasprostranjen u različitim frekvencijama. Na slici prikazano je nekoliko različitih tipova šuma u zavisnosti od frekvencija:
- termički šum – šum konstantnog napona,
- rozi šum – šum čiji je napon opisan krivom 1/f,
- šum okoline – šum koji potiče od bilo kog jasno određenog izvora u okruženju (okolini).

## Literatura
- Kennedy, George „Electronic Communication Systems”, third ed.
- Sh. Kogan „Electronic Noise and Fluctuations in Solids”, Cambridge University Press